# Colunga
Colunga és un conceyu de la Comunitat Autònoma del Principat d'Astúries. Limita al nord amb el mar Cantàbric, al sud amb Parres i Piloña, a l'est amb Caravia i a l'oest amb Villaviciosa.

## Història

### Prehistòria
No són molts però si han aparegut indicis de la presència d'homes del Paleolític que habitaven en les cavernes. Prop de Gobiendes es troben les Coves d'Obaya, on, juntament amb les de Taraxu (a Nozaleda), El Molino (a Libardón), s'han trobat restes de talla que mostren que Colunga va ser habitada per aquells caçadors entre el Paleolític mitjà i el Paleolític superior (fa uns 40.000 anys aproximadament.
Del Neolític, última etapa de la Prehistòria i en la qual l'home es fa agricultor i pastor, començant, a més, a formar pobles s'han trobat, per primera vegada, destrals de pedra lluentada (Rasa de Luces). Passant ja a l'edat de bronze, existeixen restes metalíticos procedents de Llastres. La majoria d'aquestes troballes es troben actualment en el Museu Arqueològic d'Oviedo.

### Edat antiga
De moment el Concejo de Colunga és el més important quantitativament de tot l'Orient d'Astúries en el que a establiments de la cultura castreña es refereix. Hi ha en el municipi alguns monticles que van ser habitats per agrupacions preromanes, destacant els de La Ria, La Isla i el de Villeda. D'ells, El Castiellu de La Ría, és el que mostra una especial singularitat, amb un sistema defensiu construït a força d'acusades terrasses escalonades que es comuniquen entre si per mitjà de rampes. Des del seu cim s'albira un ampli horitzó. Les villae (viles) van ser desplaçant a poc a poc als castros. Així, en L'Illa, la construcció de la seva actual església i posteriorment diverses excavacions van descobrir una sèrie de vestigis corresponents a un enclavament romà. Aquests i altres troballes subratllen una romanització bastant intensa de la població a terres colunguesas.

### Edat medieval
En la història medieval, no hi ha cap document durant els segles X i xi que aglutinés una sèrie de llocs sota el nom de Colunga, sí que s'aplica a una vila. És en l'època del rei Beremund III de Lleó, quan es tenen notícies d'un territori denominat Colunga, així els seus representants participen en el concili celebrat a Oviedo en 1115 però estava inclosa dintre del territori de Caravia.
És en el segle xiii, quan l'alfoz de Colunga, es dota d'una nova capçalera territorial que serà la pobla de Colunga que coincideix amb l'època repobladora de la monarquia castellana a Astúries. Aquesta pobla no aconseguirà ser un veritable centre urbà, pot ser que en part a causa de la proximitat de les pobles de Ribadesella i Maliayo, o també a causa de l'embranzida de L'Illa o a l'enclavament pesquer de Llastres, com a centres importants. Aquestes terres van passar a Enric de Trastamar, a futur Enric II de Castella, qui les hi deixaria al seu fill bastard el comte Alfons, que va estar en contínua rebel·lió contra l'autoritat reial. El comte va ser derrotat en el segle xiv i totes aquesta terres tornen a la corona. En el segle xvi, el port de Llastres experimenta un important creixement tenint tràfic mercantil, activitat pesquera que generava altres labors a la seva al voltant o la captura de balenes. Sent aquest port el major nucli urbà del concejo.

### Edat moderna

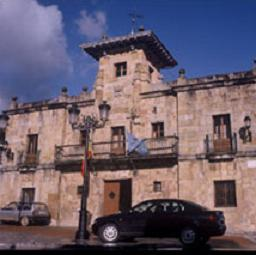
Ajuntament de Colunga

L'Edat Moderna, encara havia dos vedats eclesiàstics, el de Caravia i el de Carrandi i no fou fins a la desamortització de Felip II, quan l'enclavament de Carrandi va ser comprat per Gonzalo Ruiz de Junco, que pertanyia a una de les més rellevants famílies de l'aristocràcia local. És en el segle xvi, quan va haver diversos canvis: es constituirà l'ajuntament de Colunga, un temporal destruïx les instal·lacions portuàries de Llastos que no es restauraria fins a finals del XIX, Això va portar un progressiu declivi del port, i Colunga quedà durant aquest segle sota una economia i administració de tipus medieval, amb una població modesta.

### Edat contemporània
És en el segle xix, quan la guerra de la Independència va portar la invasió de Colunga dues vegades, saquejant la vila i cremant l'arxiu municipal. Durant aquest segle el concejo va quedar fora del procés d'industrialització i la seva estructura econòmica estarà basada en l'agricultura. El seu nou port de Llastos no va portar el trafico mercantil esperat, tal vegada per haver altres enclavaments portuaris millor dotats i millor situats. En el segle xx, van tenir un important paper les fortunes portades d'Amèrica per les i els indians, materialitzat en un progrés del sector constructiu.
En la Guerra Civil, Colunga va quedar dintre del territori republicà fins a la caiguda del front nord. Avui dia és un concejo pràcticament rural i ramader, segueix el port de Lastros sent el quart en importància d'Astúries.

## Geografia
Les seves vies de comunicació són: la N-632 que travessa el concejo i el seu capital, d'est a oest, l'AS-257 que va a Llastos, l'AS-258 que va Libardón i l'AS-330 que va A Villaviciosa. Està a una distància de la capital del Principat de 58 quilòmetres. La seva població actual és de 3.838 habitants i els seus principals nuclis per nombre d'habitants són: la vila de Colunga la seva capital, Llastres, Luces, Loroñe, La Isla, Libardón i Lue. El seu relleu està marcat en diferents zones, al sud-oest està la zona Protegida del Paisatge del Sueve amb altures que no superen els 1.000 metres d'altitud exceptuant El Picu Pienzu de 1.159 metres, AL nord hi ha una espècie d'altiplà d'entre 100 i 200 metres. Les seves lleres fluvials són curts i poc cabalosos, sent el principal cabal El Ríu Libardón. Del mont Sueve sorgeix el riu Carrandi, altres cursos fluvials són La Rega'l Frayón i La Riega los Llorales.

## Parròquies
El concejo de Colunga està dividit en 12 parròquies rurals: 
| - Carrandi - Colunga - Gobiendes - La Isla - Llastres - La Llera | - Lliberdón - Llue - Pernús - Pivierda - La Riera - Sales - San Xuan de la Duz |

## Demografia
Té una població censada de 4.283 habitants, encara que va tenir la seva cota màxima en 1920 amb 8.241 habitants. A partir d'aquí comença una etapa de pèrdua de població que arriba fins als nostres dies. El desenvolupament a mitjan segle xx dels focus industrials del centre de la regió va ser una de les causes de la seva disminució. Aquesta reducció no afecta de la mateixa manera a tot el territori del concejo. Mentre que parteix del territori sofreix pèrdues de gairebé el 25%, la seva capital augmenta en un 10% la seva població.
La seva densitat és menys de la mitjana per quilòmetres quadrat a Astúries. El tret que distingeix a la població d'aquest concejo és el seu alt grau d'envelliment, per cada 100 menors de 15 anys hi ha 190 majors de 65 anys. Hi ha dos centres que aglutinen més de la meitat de la població, que són Colunga i Llastres.
La història de la seva immigració està marcada per dos moments, com molts dels concejos d'Astúries. Des de finals del XIX, fins a mitjans del XX, la seva emigració anava A Hispanoamérica, especialment Cuba, Argentina i Xile. A mitjan segle xx es dirigeix al centre d'Europa, Suïssa, França o Bèlgica i les zones industrials asturianes.

## Economia
La seva economia es basa en el sector primari i dintre d'aquest, el ramader, la producció de la poma i l'explotació dels recursos forestals. La pesca té un important paper, i té un dels principals ports pesquers d'Astúries, el de Llastres. La seva evolució demogràfica i la seva economia han anat unides, així si la seva economia es fonamentava en quatre factors: agricultura, ramaderia, pesca i turisme, aquestes han estat condicionades per exigències de la Comunitat Econòmica Europea, fent que disminuïssin notablement en els últims anys, així la reducció de la flota ha portat altra conseqüència com va ser el tancament total de la indústria conservera en aquesta localitat.

## Política
Al concejo de Colunga, des de 1979, el partit que més temps ha governat han estat el PP. A pesar d'això, l'actual alcalde és José Rogelio Pando Valle del PSOE, qui governa des de 2007.
|      | PSOE | PP | IU-BA | Altres | Total |
| ---- | ---- | -- | ----- | ------ | ----- |
| 2003 | 4    | 4  | 1     | 2      | 11    |
| 2007 | 6    | 5  | 0     | 0      | 11    |